# Estació de València Sud
L'estació de València Sud és una estació de ferrocarril localitzada al barri de Faitanar (districte de Pobles del Sud) de València i que forma part de les línies 1, 2 i 7 de l'operador Metrovalència. L'estació pertany a la zona tarifària A de Ferrocarrils de la Generalitat Valenciana (FGV) i l'Autoritat de Transport Metropolità de València (ATMV). L'adreça oficial de l'estació és la Partida Xirivelleta, sense número.

## Història

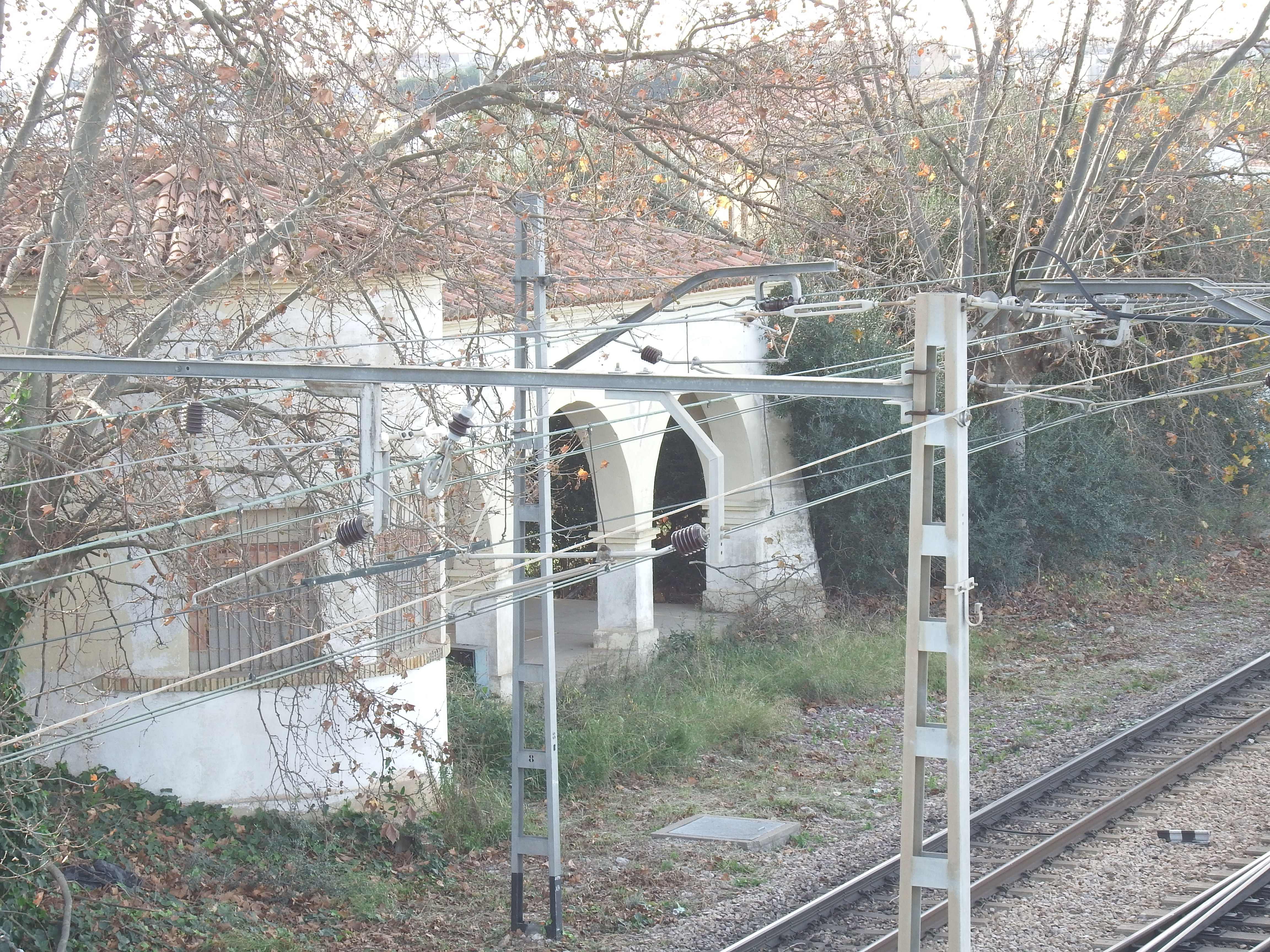
Antic baixador de Sant Isidre

L'estació de València Sud es troba localitzada, aproximadament, on hi havia l'antic baixador de Sant Isidre; és l'estació de ferrocarril més meridional de València, a tocar de Paiporta i Picanya. Una de les primeres estacions fetes per Ferrocarrils de la Generalitat Valenciana (FGV), l'estació es va inaugurar el 8 d'octubre de 1988, juntament amb la resta d'estacions subterrànies de les línies 1 i 2, les quals formaven el tram que havia d'unir les antigues línies de FEVE del nord (Bétera/Llíria) amb la sud (Villanueva de Castellón). Posteriorment, el 22 de setembre de 2004, amb la creació de la línia 7 de Metrovalència, els trens d'aquesta des de l'estació de Torrent Avinguda fins a Marítim començaren a passar per aquesta estació. Va ser reformada per última volta el 2022. Entre el 30 d'octubre de 2024 i el 17 de febrer de 2025 l'estació romangué fora de servici a conseqüència de l'episodi de gota freda.

## Distribució

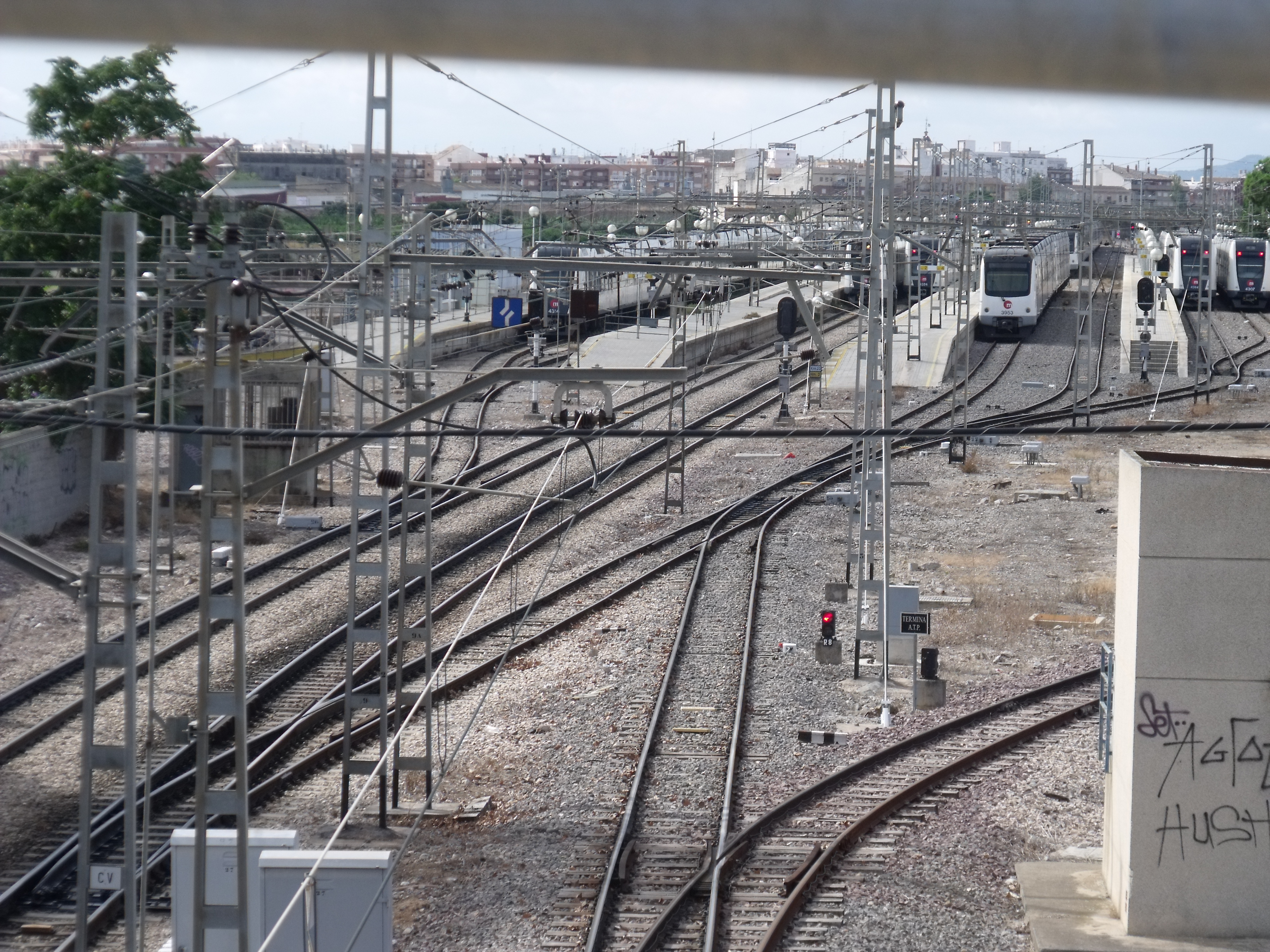
Platja de vies i andanes

A l'estació es troben les oficines centrals de FGV, els tallers de Metrovalencia, i els serveis de manteniment, a més d'un parking. Pel que fa a les vies, en ser una de les estacions més grans de la xarxa, València Sud compta amb fins 10 vies amb les seues corresponents andanes. Les andanes no compten amb mampares de seguretat. L'estació no es troba adaptada per a sords, inividents i discapacitats físics, sent l'única de la xarxa de Metrovalència no accessible per a aquest segment de la població.

### Línies
| Procedència/Destinació | <           | Línia | >           | Procedència/Destinació |
| ---------------------- | ----------- | ----- | ----------- | ---------------------- |
| Bétera                 | Sant Isidre |       | Paiporta    | Castelló               |
| Llíria                 | Sant Isidre | ...   | Paiporta    | Torrent Avinguda       |
| Torrent Avinguda       | Paiporta    | ...   | Sant Isidre | Marítim                |